# Coma (film, 2022)
Pour les articles homonymes, voir Coma (homonymie).
Pour plus de détails, voir Fiche technique et Distribution.
Coma est un film français écrit et réalisé par Bertrand Bonello et sorti en 2022. Il mêle prise de vues réelles, animation et vidéos de médias sociaux.
C'est le dernier film dans lequel Gaspard Ulliel a tourné avant de mourir, mais le premier film à sortir après sa mort. Le film est présenté en avant-première mondiale en compétition dans la section « Encounters » lors de la Berlinale 2022 le 12 février 2022, où il remporte le prix FIPRESCI.

## Synopsis
Une adolescente est enfermée chez elle pendant une crise sanitaire mondiale. Elle navigue alors entre rêves et réalité, jusqu'à ce qu'elle se mette à suivre une inquiétante et mystérieuse YouTubeuse nommée Patricia Coma.

## Fiche technique
Sauf indication contraire, les informations mentionnées dans cette section peuvent être confirmées par la base de données cinématographiques IMDb,  présente dans la section « Liens externes ».
- Titre original : Coma
- Réalisation et scénario : Bertrand Bonello
- Musique : Bertrand Bonello
- Photographie : Antoine Parouty
- Montage : Gabrielle Stemmer
- Production : Justin Taurand, Bertrand Bonello, Felix de Givry et Ugo Bienvenu
- Sociétés de production : Les Films du Bélier, coproduit par My New Picture, et Remembers Production
- Sociétés de distribution : New Story (France), Best Friend Forever (Belgique)
- Pays de production :  France[3]
- Langue originale : français[3]
- Format : couleur
- Genre : drame[4], fantastique[5], thriller[4]
- Durée : 80 minutes
- Budget : 250 000 €[6]
- Dates de sortie[7] :
  - Allemagne : 12 février 2022 (Berlinale)[2]
  - France : 12 juin 2022 (La Berlinale à Paris 2022, avant-première) ; 16 novembre 2022 (sortie nationale)[8]
  - Canada : 9 octobre 2022 (Festival du Nouveau Cinéma de Montréal 2022, avant-première)[9]
  - Belgique : 11 janvier 2023 (en salles)[10]
- Classification :
  - France : tous publics[11]

## Distribution
- Julia Faure : Patricia Coma
- Louise Labèque : jeune fille
- Gaspard Ulliel : Scott (voix)
- Laetitia Casta : Sharon (voix)
- Vincent Lacoste : Nicholas (voix)
- Louis Garrel : Dr Ballard (voix)
- Anaïs Demoustier : Ashley (voix)

## Production

### Genèse et développement
Le 24 décembre 2021, le site français Chaos Reign a rapporté que le réalisateur Bertrand Bonello venait de terminer un film surprise intitulé « Coma » avant de tourner le film « La Bête »,.
Bertrand Bonello a décrit Coma comme le dernier volet de sa trilogie sur la jeunesse,, qui a commencé avec Nocturama (2016), et a été suivi par Zombi Child (2019). Bonello a écrit le scénario du film pendant le confinement de janvier 2021 en France en raison de la pandémie de Covid-19. Il a également composé la bande originale du film.
Le film est dédié et inspiré par Anna, la fille de Bertrand Bonello, alors âgée de 18 ans,. Coma mélange digital vidéo, animation 2D et 3D et images d'archives.
L'origine de Coma est un court métrage que Bonello a réalisé pour la Fondation Prada lors du premier confinement dû au Covid-19, « Où en êtes-vous ? (Numéro 2) », qui devint le prologue de Coma, la lettre à sa fille. Bonello a déclaré qu'une conférence du philosophe français Gilles Deleuze («Méfiez-vous des rêves des autres, car si vous êtes pris dans leur rêve, vous êtes foutu»), lui a fait pousser la lettre et le prologue un peu plus loin et imaginer le psychisme de la fille. Cela l'a également inspiré à faire exactement le contraire de ce que dit Deleuze: « Laissons-nous prendre dans le rêve de l'autre et voyons ce qui se passe », a déclaré Bonello.
Dans une interview réalisée en juillet 2022, Bonello a déclaré qu'il n'excluait pas de réaliser une suite à Coma.

### Tournage

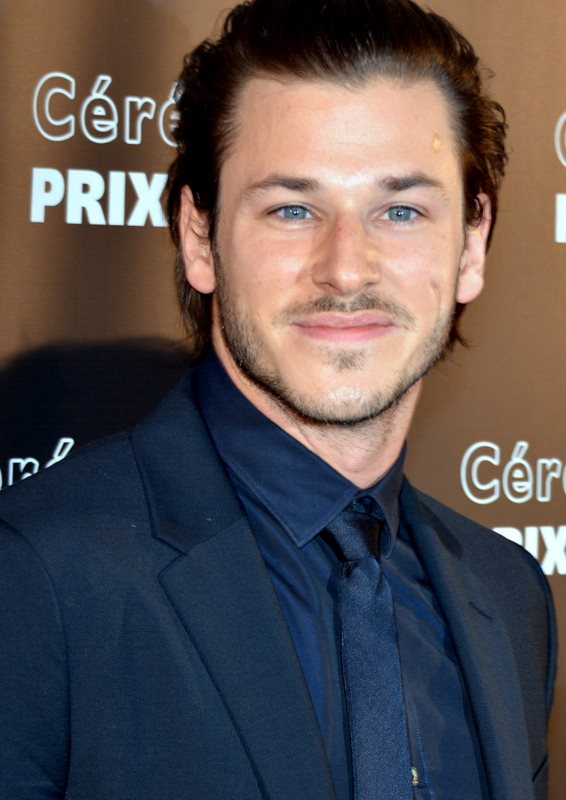
Coma est le dernier film dans lequel Gaspard Ulliel a tourné avant de mourir.

En raison de la pandémie de Covid-19, Bertrand Bonello tourne le film dans sa propre maison avec une petite équipe et des moyens limités. Le film a été tourné en 12 jours. Julia Faure a tourné toutes ses scènes en 6 jours avec une petite équipe de sept personnes et sans perchman.
Bertrand Bonello tourne pour la deuxième fois avec Gaspard Ulliel et Louis Garrel après Saint Laurent en 2014, et pour la deuxième fois avec Louise Labèque après Zombi Child en 2019.
Bonello voulait des voix très reconnaissables pour les poupées, afin qu'elles aient rapidement une identité pour le spectateur. Il a fait appel à Laetitia Casta, Gaspard Ulliel, Anaïs Demoustier, Vincent Lacoste et Louis Garrel. « Tous les cinq sont venus chez moi, j'ai fait le café, en une matinée tout était fini. Au-delà du côté très ludique de tout ça, je leur ai demandé de tout jouer avec un premier degré qui a permis une émotion très simple dans les scènes. Et un effet comique », a déclaré Bonello.
Gaspard Ulliel, qui prête sa voix à la poupée Scott, était récemment décédé des suites d'un accident de ski le 19 janvier 2022 alors que Bonello montait le film. Bonello a déclaré au magazine américain Variety : « J'étais seul dans une salle de projection, et Gaspard venait de mourir, et quand j'ai entendu sa voix résonner dans la salle, c'était comme une hantise. J'ai pensé à quelques lignes de la lettre à ma fille où je parle de ceux que nous avons perdus. Le film s'appelle Coma et a des scènes dans une forêt qui relie les vivants et les morts. Donc le regarder à nouveau était étrange. Gaspard a résonné tout au long. »
Coma est le dernier film tourné par Gaspard Ulliel avant de mourir, il a terminé le tournage en décembre 2021,. Le jour même de la mort de Gaspard Ulliel, Coma a été annoncé comme l'un des films sélectionnés pour le Festival du film de Berlin. Le rôle d'Ulliel dans Coma a été gardé secret jusqu'à ce que le synopsis officiel et la distribution complète du film soient révélés le 2 février 2022. C'est donc le premier film sorti après sa mort, sa première au Festival du film de Berlin ayant eu lieu le 12 février 2022, bien qu'il soit le dernier film qu'il ait tourné, le tournage ayant été terminé en décembre 2021,, soit un mois avant sa mort.

## Marketing
La première photo du film avec Louise Labèque, la synopsis et la distribution complète ont été révélés le 2 février 2022.
Une affiche pour le film a été révélée par New Story sur leur site officiel début octobre 2022. La bande-annonce officielle du film est sortie sur les réseaux sociaux de New Story le 14 octobre 2022.

## Sortie
Le 2 février 2022, il a été signalé que la société bruxelloise Best Friend Forever avait acquis le film.
Coma a été présenté en première mondiale en compétition dans la section « Encounters » lors du 72e Festival de Berlin le 12 février 2022.
Le film fait son avant-première en France dans « La Berlinale à Paris » au Centre Pompidou le 12 juin 2022,, et était également présenté au Festival de Champs-Élysées en avant-première le 24 juin 2022,. Il aura sa première nord-américaine au 60e Festival du film de New York dans la section « Currents » le 1er octobre 2022.
Le distributeur New Story a sorti le film en France dans les salles de cinéma le 16 novembre 2022.
Coma sortira en DVD le 22 mars 2023.

## Accueil

### Accueil critique
Le site américain Rotten Tomatoes propose un score de 78% et une note moyenne de 6.80/10 à partir de l'interprétation de 9 titres de presse. Sur Metacritic, il obtient une note moyenne de 65⁄100 pour 7 critiques. En France, le site Allociné propose une moyenne de 3,4⁄5, après avoir recensé 17 critiques de presse.
Le magazine américain Film Comment a classé le film au numéro deux sur sa liste des "Meilleurs films non distribués de 2022", une liste de films qui ont été projetés dans des festivals du monde entier mais n'ont pas annoncé de distribution aux États-Unis. Le site américain The Film Stage a également inclus Coma dans sa liste des "Meilleurs films non distribués de 2022".
Fabien Lemercier de Cineuropa a écrit; « C'est une carte invisible, poétique, philosophico-chaotique que Bertrand Bonello dessine dans Coma, une expérience immersive de recentrage de soi entre la vie et la mort, un essai fragmentaire sur le changement, un portrait indirect d'une jeune génération en souffrance, une dépêche cryptique de messages codés préparant l'aube au cœur de la nuit cannibale du monde », et « Ceux qui sont déconcertés par Coma, auront sans doute une autre chance dans le futur de revoir ce qui deviendra inévitablement un film culte. »
Rafaela Sales Ross de The Playlist a écrit; « Dans un marché sursaturé de films sur le thème de la pandémie, «Coma» est une merveille délirante qui rappelle que, entre de bonnes mains, il n'existe pas de sujet irréalisable.»
Anna Smith de Deadline a écrit; « Bonello appelle ce film un «petit geste», et à bien des égards, il ressemble à une histoire intime. Mais sa résonance plus large en fait une montre d'actualité et qui suscite tranquillement la réflexion.»
Cédric Succivalli de l'International Cinephile Society a écrit que «Coma est un chef-d'œuvre néo-lynchien à combustion lente qui épatera ceux qui souhaitent se lancer dans son voyage tumultueux avec sa mise en abymes et ses épiphanies d'extase visuelle. C'est un film patchwork presque impossible à saisir au premier abord. vue et nécessitera sans aucun doute plusieurs visionnements, mais il devrait devenir culte avec le temps. Les dix dernières minutes de Coma sont déjà dans mon panthéon des meilleures finales de tous les temps, faisant écho à la finale de The Tree of Life de Terrence Malick dix ans plus tard avec mélancolie et désespoir.» Succivalli a également salué la performance de Julia Faure en disant; «quel trésor d'actrice la sous-estimée Julia Faure est dans le cosmos du cinéma français contemporain. Elle apporte chaleur, sensualité et iconoclasme aux montagnes russes émotionnelles d'une histoire qui avait besoin d'elle comme le champagne a besoin de bulles», et le regretté Gaspard Ulliel dans le rôle de la poupée Scott, «dont la voix douce ne peut que nous briser le cœur.»
Mathieu Macheret du Le Monde a écrit : «Avec une remarquable économie de moyens, Bertrand Bonello livre avec Coma une petite boule de rêverie et de terreur larvée, dialoguant librement avec un certain imaginaire d’horreur, de surréalisme ou de science-fiction.»
Olivier Lamm a écrit pour Libération : «Coma est un film limbesque, un limbe de film, qui entend profiter de la marge, de l’interstice qui lui donne son corps, pour s’inventer sous nos yeux, pour nous, avec nous.»
Jean-Marc Lalanne a écrit pour Les Inrockuptibles : «Un essai poétique audacieux et ramassé à très forte densité, dans lequel se réverbèrent avec éclat tous les espoirs et les angoisses de l’époque.»
Mathieu Victor-Pujebet a écrit pour Ecran Large : «Parfois trop théorique et trop explicatif, Coma reste un des films les plus beaux et inquiets réalisés par Bertrand Bonello. C'est un voyage hallucinogène à la fois fou, drôle, terrifiant et bouleversant.»

### Box-office
Pour son premier jour d'exploitation en France, Coma réalise 1 066 d'entrées et figure onzième place au box-office des nouveautés. Lors de son premier week-end d'exploitation, Coma compte 3 885 d'entrées dans 42 salles.
| Pays ou région | Box-office    | Date d'arrêt du box-office | Nombre de semaines |
| -------------- | ------------- | -------------------------- | ------------------ |
| France         | 6 256 entrées |                            | 6                  |
| Total mondial  | -             | en cours                   | en cours           |

## Distinctions

### Récompense
- Prix FIPRESCI de la Berlinale 2022[43]

### Nominations et sélections
- Berlinale 2022 : sélection « Encounters »[2]
- Festival du film d'Istanbul 2022 : sélection officielle, en compétition[44]
- Festival de Las Palmas de Gran Canaria 2022 : sélection officielle, en compétition[45],[46]
- Festival Gabès Cinéma Fen 2022 : sélection « Fenêtre Sur Les Cinémas Du Monde »[47]
- Festival de Curitiba 2022 : sélection officielle, hors compétition[48],[49]
- La Berlinale à Paris 2022 : avant-première, hors compétition[26]
- Festival de Champs-Élysées 2022 : avant-première, hors compétition[27],[28]
- Festival La Rochelle Cinéma 2022 : sélection « Ici et ailleurs »[50],[51]
- Festival de Cinema Social de Catalunya 2022 : sélection officielle[52]
- Festival du film de New York 2022 : sélection « Currents »[29]
- Festival du film de Londres 2022 : sélection « Dare »[53]
- Festival de cinéma Indépendance(s) et Création d'Auch 2022 : sélection officielle[54]
- Festival du Nouveau Cinéma de Montréal 2022 : sélection « Les incontournables »[55]
- Festival international du film indépendant de Bordeaux 2022 : sélection « Coups de Cœur », hors compétition[56]
- Festival du film de Gand 2022 : sélection officielle[4]
- Viennale 2022 : sélection officielle[57]
- Festival du film de Mar del Plata 2022 : sélection « Autoras y Autores »[58]
- Scanorama European Film Forum 2022 : sélection « Wild Cards »[59]
- Fancine Málaga 2022 : sélection « Place »[60]
- Festival du film de Turin 2022 : sélection « Nouvi Mondo »[61]
- Festival du film de Márgenes 2022 : sélection « El Presente »[62]
- Longtake Interactive Film Festival 2022 : sélection officielle, en compétition[63]